# Pokrajinski park Mount Robson
Pokrajinski park Mount Robson (engleski: Mount Robson Provincial Park) je pokrajinski park na zapadnim obroncima kanadskog Stjenjaka na jugoistoku kanadske pokrajine Britanska Kolumbija. 
Park je nazvan po planini Mount Robson, koja je svojom visinom od 3.954 m najviša planina kanadskog Stjenjaka, a u potpunosti se nalazi u parku. Ona je opet nazvana po trgovcu krznima i istraživaču iz 19. stoljeća, Colinu Robertsonu. Mount Robson su indijanski starosjedioci, pleme Shuswap, zvali Yuh-hai-has-kun, tj. "planina spiralnog puta".
PP Mount Robson ima površinu od 2.249 km², a osnovan je 1913. godine, iste godine kada je Conrad Kain osvojio vrh planine Robson. Park cijelom svojom istočnom stranom graniči s NP Jasperom, s kojim je, zajedno s drugim zaštićenim područjima, upisan na UNESCO-ov popis mjesta svjetske baštine u Sjevernoj Americi 1984. godine pod nazivom „Nacionalni parkovi kanadskog Stjenjaka”.
PP Mount Robson ima nekoliko rekreacijskih staza od kojih je najstarija staza Donalda Phillipsa koja povezuje rijeku Robson s jezerom Berg iz 1913. god. Do parka se može doći autoputem Yellowhead 390 km zapadno od Edmontona (Alberta) ili 290 km istočno od grada Prince George (Britanska Kolumbija).
Priča o PP Mount Robson je priča o rijeci Robson. Rijeka Robson izvire iz jezera Robson koje je krajnji dio ledenjaka Robson, i potom nastavlja teći kroz brojne klance i slapove prema sjeverozapadu gdje se odvaja u brojne potoke koji utječu u jezero Berg. Rijeka obson ponovno istječe na jugozapadnom kraju jezera Berg te nakon 2,3 km pada 46 m niz spektakularne Carske slapove (Emperor Falls) koji su tek prvi u nizu slapova koji su prozvani „Dolinom tisuća slapova”. Potom se rijeka ponovno odvaja u više potoka koji utječu u jezero Kinney (slika desno), ali ponovno istječe na jugu i nakon 7,3 km se ulijeva u rijeku Fraser.
Na sličan način teku i Losova rijeke (Moose River) i potok Yellowhead koji prije ušća u rijeku Fraser tvori 5,6 km dugo jezero Yellowhead.
- Ledenjak Robson ispod samog vrha planine
- Ledenjaci Mount Robsona koji se spuštaju u jezero Berg
- Carski slapovi rijeke Robson
- Jezero Kinney ispod Mount Robsona
- Jezero Yellowhead

## Vanjske poveznice
- UN database entry  Arhivirana inačica izvorne stranice od 29. rujna 2007. (Wayback Machine) (engl.)

### Ostali projekti
|  | Zajednički poslužitelj ima još gradiva o temi Mount Robson Provincial Park |